# Deixa o Tempo
Deixa o Tempo é uma canção da banda Fresno, lançada como primeiro single do álbum "Revanche". A canção tem um estilo mais pop e é considerada uma balada pop melódica.

## Videoclipe
No videoclipe de "Deixa o Tempo" vemos a banda tocando em um galpão mal iluminado com um letreiro digital ao fundo mostrando o tempo que "vai cicatrizar" e "vai gravar tua voz em mim", como diz a letra da música, basicamente uma balada que ganha peso no refrão.

### Posições
| Paradas (2010)                     | Melhor posição |
| ---------------------------------- | -------------- |
| Brasil - Billboard Hot 100 Airplay | 87             |
| Brasil - Hot 100                   | 17             |